# Dorothy Cawoodová
Dorothy Gwendolen Cawoodová (9. prosince 1884, Parramatta – 16. února 1962, Parramatta) byla australská civilní a vojenská zdravotní sestra. Byla jednou z prvních tří příslušnic Australian Army Nursing Service (AANS) oceněná Vojenskou medailí během první světové války.

## Mládí
Narodila se 9. prosince 1884 v Parramattě v Novém Jižním Walesu Johnu Cawoodovi a jeho ženě Sarah Travis, rozené Garnetové. Její otec byl tesař a dlouholetý člen miliční jednotky Parramatta Volunteer Rifles. Po škole studovala na zdravotní sestru v nemocnici Coast Hospital v Little Bay a pracovala zde až do svého vstupu do armády.

## První světová válka

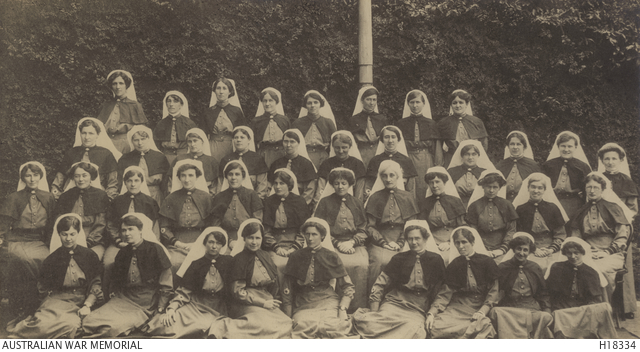
Skupinová fotografie zdravotních sester z 2. australské všeobecné nemocnice v listopadu 1914. D. Cawoodová v přední řadě třetí zprava.

Dne 14. listopadu 1914 dobrovolně vstoupila do armády a stala se štábní sestrou v jednotce Australian Army Nursing Service. O dva týdny později opustila Sydney na palubě nemocniční lodi HMAT A55 Kyarra jako příslušnice 2. australské všeobecné nemocnice (anglicky: No. 2 Australian General Hospital) a zamířila do Egypta. V roce 1915 byla během své služby na nemocniční lodi povýšena na nursing sister.
Dne 28. září 1917 obdržela Vojenskou medaili "za odvahu na bitevním poli". Patřila tak k pouhým sedmi příslušnicím Australian Army Nursing Service, které toto vyznamenání během první světové války získaly.
I po válce dále sloužila v Evropě, konkrétně v Itálii a to až do počátku roku 1919, kdy odjela do Anglie. V květnu 1919 odplula z Devonportu v Anglii na palubě lodi Sudan zpět do Austrálie, kam dorazila 3. července 1919. Z aktivní služby byla oficiálně propuštěna dne 1. září 1919.

## Poválečná kariéra
Po návratu do Sydney přijala pozici zdravotní sestry v Liverpool State Hospital and Asylum. V listopadu 1922 byla na zkušební dobu šesti měsíců jmenována zástupkyní vrchní sestry. Její jmenování pak bylo potvrzeno v červnu 1923. V září 1925 povýšila na vrchní sestru v nemocnici David Berry Hospital v Berry, kde pracovala až do odchodu do důchodu v roce 1943.

## Smrt
Nikdy se neprovdala. Zemřela 16. února 1962 v Parramattě a byla pohřbena na hřbitově Rookwood Cemetery.